# Быстрицкий, Виктор Моисеевич
Виктор Моисеевич Быстрицкий (род. 29 октября 1931, Киев) — российский инженер, учёный, конструктор бронетанковой техники. Лауреат Государственной премии СССР (1974).

## Биография
Окончил Ленинградский военно-механический институт (1955), инженер-механик.
Работал на Уралвагонзаводе с 1955 по 1996 г.: инженер-конструктор, начальник отдела, заместитель главного конструктора Уральского КБ транспортного машиностроения.
Один из ведущих конструкторов танков Т-55, Т-62 и их модификаций, первого в мире ракетного истребителя танков ИТ-1, других конструкций бронетанковой техники.
Кандидат технических наук (1973). Автор 23 изобретений.
Лауреат Государственной премии СССР 1974 года — за участие в разработке системы автоматического заряжания пушки танка Т-72.
Награжден медалью «За трудовую доблесть» (1971).
Живёт в Санкт-Петербурге.